# Delias laknekei
Delias laknekei är en fjärilsart som beskrevs av Miller, Simon och Laurie Wills 2007. Delias laknekei ingår i släktet Delias och familjen vitfjärilar.
Artens utbredningsområde är Papua Nya Guinea. Inga underarter finns listade i Catalogue of Life.